# Joe Delia
Joe Delia (født 11. oktober 1948) er en amerikansk komponist associeret med film og tv.
Han har lagt musik til film som The BlackOut, Fear City, King of New York og Fever. Han har også samarbejdet med Kim Larsen og har produceret hans to engelsksprogede albums; Jungle Dreams (1981) og Sitting on a Time Bomb (1982). Begge albums var ment til at slå igennem i USA, men solgte kun godt i Danmark.

## Diskografi
med The Bruthers
- "Bad Way to Go" / "Bad Love" (1966, RCA)[1]
- Bad Way to Go (2003, Sundazed)[1]

som Killer Joe
- Scene of the Crime (1991, Hightone)[2]

som Joe Delia & Thieves
- Smoke & Mirrors (2011, Amusing Muse)[3]